# Jack Owens (Bluesmusiker)

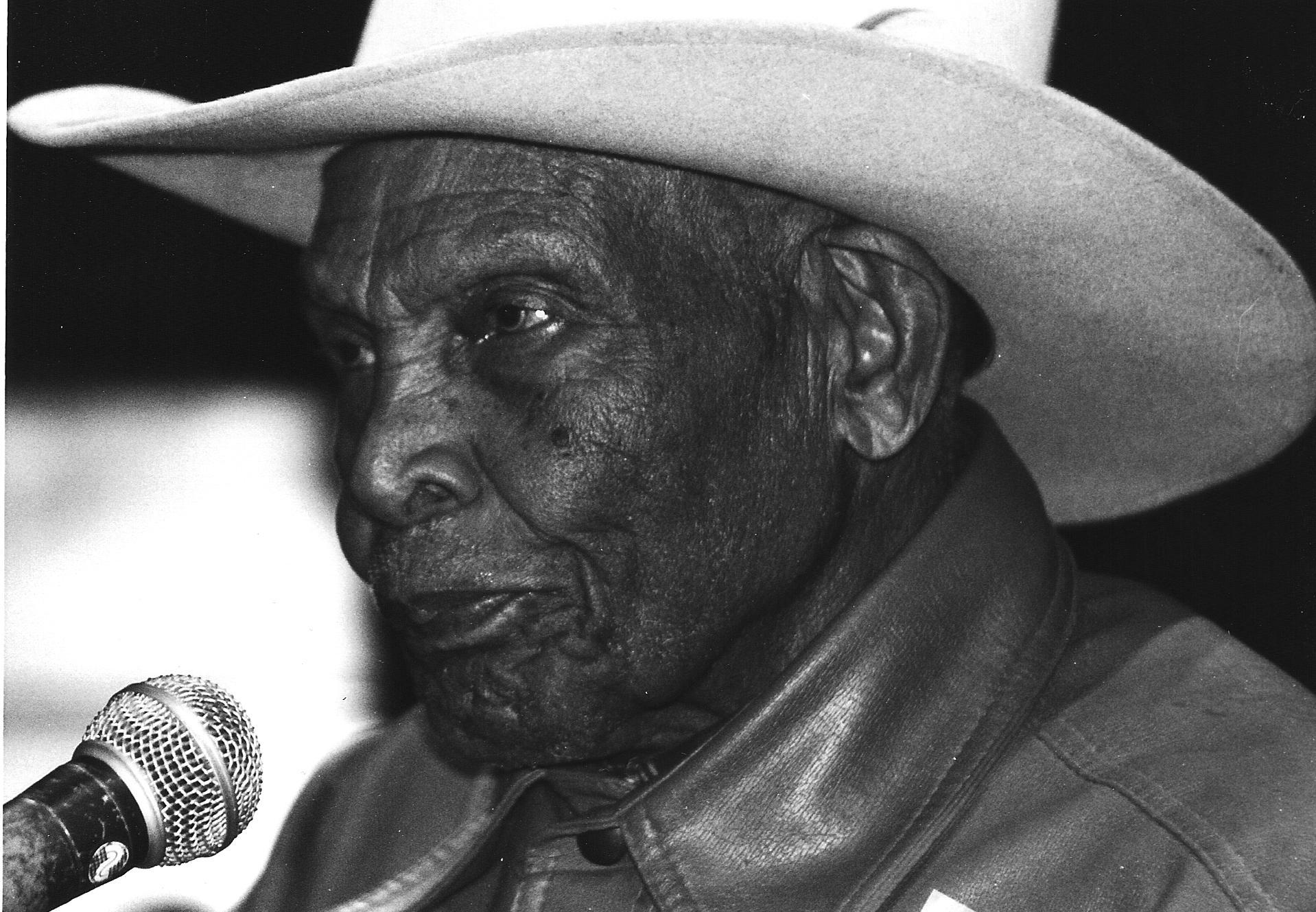
Jack Owens (1995)

Jack Owens (* 17. November 1904 in Bentonia, Mississippi, USA, als L. F. Nelson; † 9. Februar 1997 in Yazoo City, Mississippi, USA) war ein US-amerikanischer Bluesmusiker (Gitarre, Klavier, Fife, Fiddle, Gesang).

## Biografie
Owens wurde am 17. November 1904 in Bentonia (Mississippi) als L. F. Nelson geboren. Seine Mutter war Celia Owens, sein Vater George Nelson, der die Familie verließ, als Jack fünf oder sechs Jahre alt war. Danach wuchs er bei seinem Großvater mütterlicherseits Samuel Owens auf, der laut Volkszählung von 1910 acht Kinder hatte, von denen zwei den Namen Nelson trugen. Zwei weitere Kinder wurden nach dieser Volkszählung geboren. Schon in jungen Jahren lernte Owens von seinem Vater und einem Onkel einige Akkorde auf der Gitarre. Er lernte auch schon als Kind Fife, Fiddle und Klavier spielen, doch sein bevorzugtes Instrument war die Gitarre.
Owens beabsichtigte nicht, ein professioneller Musiker zu werden. Er arbeitete als Pachtfarmer, verkaufte Schlachtfleisch, Sandwiches und schwarzgebrannten Alkohol und betrieb fast sein ganzes Leben lang am Wochenende einen Juke Joint in Bentonia, in dem es eine Jukebox gab und wo Owens mit seinem Partner Benjamin „Bud“ Spires live spielte. Sein Kumpel Skip James hatte sein Zuhause verlassen und war viel gereist, bis er einen Talentsucher und ein Plattenlabel gefunden hatte, die ihn unter Vertrag nahmen. Owens hingegen zog es vor, zu Hause zu bleiben, Alkohol zu verkaufen und auf seiner Veranda aufzutreten. Aufnahmen von ihm gab es erst seit dem Blues-Revival der 1960er Jahre.
1966 wurde Owens vom Musikwissenschaftler David Evans wiederentdeckt, der entweder von Skip James oder Cornelius Bright auf ihn aufmerksam gemacht worden war. Evans bemerkte, dass James und Owens zwar viele Gemeinsamkeiten und einen für die Region typischen Sound, die sogenannte Bentonia School, aufwiesen, Owens Spielweise jedoch ursprünglicher war und zugleich eigenständige Entwicklungen zeigte. Evans, begeistert, in Owens ein Stück Geschichte zu entdecken, machte Aufnahmen von ihm, von denen einige auf dem Kompilationsalbum Goin’ Up the Country (1968) zu finden waren. 1971 erschien das Album It Must Have Been the Devil, eine Zusammenarbeit Owens mit Bud Spires. 1979 kam das Album Jack Owens: Bentonia Country Blues heraus, in der Folge erschienen Aufnahmen von Owens auf verschiedenen Kompilationen.
1979 war Owens in dem Dokumentarfilm The Land Where the Blues Began und 1991 in Deep Blues: A Musical Pilgrimage to the Crossroads zu sehen. Zudem wirkte er an einem TV-Werbespot für Levi’s 501 Jeans mit.
In den letzten Jahrzehnten seines Lebens bereiste Owens bis zu seinem Tod 1997 die Musikfestivalszene der USA und Europas, oft begleitet von seinem Freund Bud Spires auf der Mundharmonika.
1993 erhielt er ein National Heritage Fellowship des National Endowment for the Arts, die höchste Auszeichnung für Folk und traditionelle Künste in den USA.
Jack Owens starb 1997 im Alter von 92 Jahren in Yazoo City.

## Diskografie
Quelle: 
- 1971: It Must Have Been The Devil: Mississippi Country Blues by Jack Owens & Bud Spires (Testament Records)
- 1979: Jack Owens: Bentonia Country Blues (Albatross Records)

### Kompilationen
- 1968: Goin’ Up the Country (Decca 4931 [LP], auch Rounder 2012 [LP])
- 1979?: Way Back Yonder ... Original Country Blues Volume 3 (Albatros)
- 1988: Giants of Country Blues Guitar 1967–81 (Wolf 120.911)
- 1991: 50 Years: Mississippi Blues in Bentonia 1931–1981: Skip James and Jack Owens (Wolf WBJ-CD-009)
- 1992: Giants of Country Blues Vol. 3 (Wolf 120.921)
- 1992: Deep Blues: Music from the Original Soundtrack (Anxious 4509-91981-4, auch Atlantic 82450-2)
- 1993: Jack Owens & Eugene Powell: The Last Giants of Mississippi Blues (Wolf CD 120.931)
- 1995: Bottleneck Blues (Testament)

## Filme
- 1979: The Land Where the Blues Began
- 1991: Deep Blues: A Musical Pilgrimage to the Crossroads